# 伊力·盧馬
埃里克·侯麥（法語：Éric Rohmer，1920年3月21日—2010年1月11日），本名莫里斯·谢雷（Maurice Schérer），是法国电影导演、影评人、记者、作家、编剧与教师。他是战后法国新浪潮指标人物，曾是杂志《電影筆記》的编辑。
侯麥是法国新浪潮导演中最后一个被熟知的。1957年到1963年间担任《电影筆記》编辑，杂志的同事包括尚盧·高達、法蘭索瓦·楚浮，从杂志编辑开始，他们之后的事业获得了世界的瞩目。哲学家何内·谢黑是他的弟弟，而侯麥的儿子何内·蒙扎特则是一名记者。
1969年侯麥凭借执导的电影《慕德家一夜》扬名国际并提名了第42屆奧斯卡金像獎最佳外語片。《克萊爾的膝蓋》于1971年为他獲得聖賽巴斯提安國際影展金貝殼獎。2001年，威尼斯影展授予侯麥榮譽金獅獎。
2010年1月11日，侯麥因未知原因在巴黎逝世。《每日电讯报》的讣闻称他是“法国新浪潮最常青的电影人”，同世代中较持久并在后期“仍为大众拍摄电影”。

## 生平

### 早年生活
侯麦出生名是Maurice Henri Joseph Schérer（或Jean-Marie Maurice Schérer）法国南部中心的图尔，双亲是吕西安·谢雷（Lucien Schérer）、玛蒂尔德·布谢（Mathilde Bucher）。 侯麦曾是罗马天主教徒。其艺名来自两个著名艺术家——男演员埃里克·冯·施特罗海姆和傅满洲系列小说的作者萨克斯·罗默

### 职业生涯
侯麦最初的工作是老师，同时在一个报纸兼职记者。 1946年他用笔名“吉尔贝·科尔迪埃”发表了小说《伊丽莎白》。
1950年他与戈达尔等人联合开办了电影杂志《电影公报》。1951年侯麦拍摄了短片《夏洛和她的牛排》，年轻的让·吕克·戈达尔出演，然而该片直到1961年才拍摄完成。之后很快，侯麦加入了新成立的电影杂志《电影手册》，最终成为了编辑。
在那儿，侯麦形成了个人与众不同的评论风格；《电影手册》成员、法国电影新浪潮电影人之一——吕克·慕莱曾说，不像相较年轻的特吕弗(台譯:楚浮)和戈达尔(台譯:高達)写作风格那样尖锐与私人，侯麦的风格善于辞令与雄辩，广泛用于提问和第一人称视角。
侯麦与克劳德·夏布洛尔合作了一篇关于阿尔弗雷德·希区柯克的论文《希区柯克》（《Paris: Éditions Universitaires》1957年）。研究聚焦于希区柯克的罗马天主教背景，该作被描述为“二战后最有影响力的电影书籍，为被只当做艺人的电影人打下一道新的光芒。”
1957年侯麦与德海斯·巴贝特结婚，生有两子。
1959年夏布洛尔制作了侯麦的导演处女作《狮子星座》引起了一些注意。1963年巴贝特·斯科罗德成立了电影公司Les Films du Losange制作了侯麦除最后三部影片之外的所有作品（最后三部作品由公司La Compagnie Eric Rohmer制作）。 
侯麦的事业以“六个道德故事”一飞冲天。 每部片子都基于同一个故事，灵感来源于默片大师茂瑙的名作《日出》（1927年），一个即将结婚或定下终身的男人，面对另一个女人诱惑的抗拒。第一部《面包店的女孩》片长23分钟；第二部《苏姗娜的故事》是故事长片，55分钟。系列中的第三部《慕德家一夜》和第五部《克莱尔之膝》令他获得世界范围内的认可。其中前者获得奥斯卡最佳剧本和最佳外语片两项提名。 后者拿到圣塞巴斯蒂国际电影节大奖。

### 后期事业
“六个道德故事”之后，侯麦拍摄了两部古装片：根据海因里希·冯·克莱斯特短篇小说改编的《侯爵夫人》（1976年）和自十二世纪克里斯蒂安·特洛瓦的手稿改编的《柏士浮》。作为一个文学爱好者，侯麦的影片经常从话剧和小说中挖掘点子和主题，比如儒勒·凡尔纳（《绿光》）、莎士比亚（《冬天的故事》）和帕斯卡·维格（《慕德家一夜 》）。
在1990年代，侯麦致力于他第二个电影系列“喜剧与谚语”的创作，每部作品都基于一个谚语。之后他有拍摄了第三个电影系列：“四季故事”。其中侯麦以79岁高龄创作的《秋季故事》获得了评论界极佳的评价。
2000年代初，八十岁的侯麦拍摄了古装剧情片《贵妇与公爵》和《三重间谍》。其中《贵妇与公爵》由于对法国大革命父母的描写而在法国国内引发巨大争议，并导致一些评论给该片贴上了为君主制张目的标签。而在其他地方，由于影片创新的电影风格和精湛的演员表演获得了很好的口碑。
2001年，他的职业生涯获得威尼斯电影节金狮奖终身成就奖的肯定。
侯麦的最后一部作品《爱情誓言》2007年在威尼斯电影节放映， 同时在电影节宣布退休。

### 逝世
2010年1月11日早晨，侯麦逝世，享年89岁。 但却不知是什么原因导致离世。  逝世前曾去医院就医。
法国前文化部长杰克·朗称赞侯麦是“法国电影的大师”。 导演、坎城影展艺术总监蒂埃里·弗雷莫则说侯麦的作品是“独一无二”。
埃里克·侯麦的安葬在巴黎蒙帕纳斯公墓的第13区。
法国电影资料馆在2010年2月8日举办了一个特别纪念后面的活动，包括：放映《克莱尔之膝》以及尚盧·高達制作的《侯麦纪念特辑》。

## 获奖与提名
- 《女收藏家（法语：La Collectionneuse (film, 1967)）》（1967年）
  - 第17届柏林影展銀熊獎評審團特別獎[15]
  - 第17届柏林影展青年电影奖

- 《慕德家一夜》（1969年）
  - 第22屆坎城影展正式競賽單元[16]
  - 第42屆奧斯卡金像獎最佳外语片 提名[1]
  - 第43屆奧斯卡金像獎最佳原創劇本 提名

- 《克萊兒的膝蓋》（1970年）
  - 聖賽巴斯提安國際影展金貝殼獎
  - 路易·德呂克獎

- 《O侯爵夫人（法语：La Marquise d'O... (film)）》（1976年）
  - 第29屆坎城影展評審團大獎

- 《沙灘上的寶蓮（法语：Pauline à la plage）》（1983年）
  - 第33届柏林影展最佳導演銀熊獎[17]
  - 第33届柏林影展OCIC獎 - 榮譽獎
  - 第33届柏林影展費比西獎

- 《绿光》（1986年）
  - 第43屆威尼斯影展金狮奖
  - 第43屆威尼斯影展費比西獎

- 《冬天的故事（法语：Conte d'hiver）》（1992年）
  - 第42届柏林影展[18] 費比西獎
  - 第42届柏林影展 基督教评审团奖

- 《秋天的故事（法语：Conte d'automne）》（1998年）
  - 第55屆威尼斯影展金奧薩拉最佳劇本獎
  - 第55屆威尼斯影展塞爾吉奧·特拉薩蒂獎 - 特別提及

- 第58屆威尼斯影展榮譽金獅獎（2001年）

- 《三重間諜》（2004年） 
  - 第54屆柏林影展官方展映

## 作品

### 系列电影
“六个道德故事”系列
- 1963年：
  - 《麵包店的女孩（法语：La Boulangère de Monceau）》
  - 《蘇珊娜的故事》
- 1967年：《女收藏家（法语：La Collectionneuse (film, 1967)）》
- 1969年：《慕德家一夜》这是系列的第三部，但拍摄制作因故延后，所以晚于第四个故事上映。
- 1970年：《克萊兒的膝蓋》
- 1972年：《午後之愛（法语：L'Amour l'après-midi）》

“喜剧与谚语”系列
- 1981年： 《飛行員之妻（法语：La Femme de l'aviateur）》 — “人不可能什么都不想。”
- 1982年： 《好姻緣（法语：Le Beau Mariage）》 —“有谁不向往空中楼阁？”
- 1983年： 《沙灘上的寶蓮（法语：Pauline à la plage）》 — “言多必失。”
- 1984年： 《圓月映花都》 — “有两个女人的男人失去了灵魂，有两栋房子的男人失去了心。”
- 1986年：《綠光》 — “啊，愿心心相印的时刻早日到来！”
- 1987年：《我女朋友的男朋友（法语：L'Ami de mon amie）》— “我朋友的朋友也是我的朋友”

“四季故事”系列
- 1990年：《春天的故事（法语：Conte de printemps）》
- 1992年：《冬天的故事》
- 1996年：《夏天的故事（法语：Conte d'été）》
- 1998年：《秋天的故事（法语：Conte d'automne）》

### 其他故事长片
- 1959年：《獅子星座（法语：Le Signe du Lion）》
- 1976年：《O侯爵夫人（法语：La Marquise d'O... (film)）》
- 1978年：《柏士浮（法语：Perceval le Gallois (film)）》
- 1980年：《洪布隆城的凱瑟琳（法语：Catherine de Heilbronn）》
- 1987年：
  - 《降E大調三重奏（英语：Le trio en si bémol）》
  - 《雙姝奇緣（法语：Quatre aventures de Reinette et Mirabelle）》
- 1993年：《大樹、市長和文化館（法语：L'Arbre, le Maire et la Médiathèque）》
- 1995年：《人約巴黎（法语：Les Rendez-vous de Paris）》
- 2001年：《貴婦與公爵》
- 2004年：《三重間諜（法语：Triple Agent）》
- 2007年：《愛情誓言》